# 森本智子
森本 智子（もりもと ともこ、1977年4月6日 - ）は、日本の実業家、フリーアナウンサー。所属事務所はセント・フォース。

## 来歴
長崎大学教育学部附属小学校、長崎大学教育学部附属中学校、長崎県立長崎北高等学校、早稲田大学第一文学部卒業。

### 学生時代
高校ではハンドボール部に所属していた。
1998年、大学3年生の頃「第15回ミス早稲田キャンパスアイドルコンテスト」にエントリーしたミス早稲田ファイナリストの一人。同時期にファッション雑誌『CanCam』、『JJ』、『ViVi』の読者モデル経験もある。
周りにメディアを受ける人が多く、テレビ局は面接も早い時期にあったので、受けてみようと思ったのがきっかけ。アナウンススクールに通ったことはなかった。テレビ東京とあるラジオ局が候補に挙がり、テレビ東京に入社を決める。

### テレビ東京時代
2000年に入社。同期は龍田梨恵。テレビ東京では経済系の報道番組を中心に担当している。また、地上デジタル放送推進大使を制度発足からアナログ放送終了まで務め上げた。
2018年8月17日放送の『日経プラス10』の特集ではドライアイについて取り上げられ，自身は充血がきっかけで眼科で検査したところドライアイと診断され，定期的に眼科へ通院し日常的に点眼も行っているという。
2021年3月29日に年内にテレビ東京を退職し、新しい道へ進むことを発表。その後、5月21日にテレビ東京アナウンス部公式Twitterにて「5月23日付で正式に退職する」ことを報告した。なお、森本自身は今後の進路として「実業家として新ビジネスを起業すると共に、フリーアナウンサーとしても活動していく」こと、5月24日に新しい会社を設立することを明らかにしている。

### 実業家へ転身
2021年5月24日、自身を代表とする『Wellness Me』を設立し、新たなスタートを切ったことを報告した。
5月29日、アナウンサーとしての仕事はセント・フォース所属になることを公式Twitterで報告した。

## 人物

### 趣味・特技
- 散歩[15][16]、読書[1]、一人旅[1]、ヨガ[17]、瞑想[1]
- 森本が実行している元気の源「3Y」について「ヨーグルト」、「ヨガ」、「ヨモギ」とブログで綴っている[18]。ヨーグルトは10年以上毎日食べても飽きない組み合わせで摂取している[18][19]。ヨガは半信半疑で始めたが、徐々に体が引き締まり、ヨモギは専用の椅子に座るだけだが体の調子が良くなってきた[18]。
- 子供の頃からラジオを聴いており、長崎の実家のお風呂にはテレビラジオがついていた[20]。小学生の頃に初めて番組宛に葉書を送り、リクエストした曲が流れてきた時は興奮して眠れなかったという[20]。受験の辛い時もラジオを聴いて過ごしていた[20]。お気に入りは午後8時からのJ-WAVE[20]。
- 水泳（遠泳）[1]、管楽器など演奏[16]、お菓子作り[1]

### 好きなもの・人物
- 白色が好き[17]
- 歌手：学生時代の友人の影響で、歌手杏里のファン。番組の収録が終わって、隣のスタジオに杏里がいることが分かり、スタッフを通して本人に声をかけることができただけでなく、森本の名前が書かれたCDを杏里から手渡してくれたことがある[21]。
- 映画：戦争映画[17]
- 本：パウロ・コエーリョの『アルケミスト』ほか全て[16]、カズオ・イシグロの『わたしを離さないで』[17]
- 音楽：サクソフォーン奏者のキャンディー・ダルファー[16]
- 場所：大浦天主堂[22]

### 資格
- 日本化粧品検定1級。他にも美容に関する資格取得にむけて勉強中[23]。

### 家族
- 父[24][25]、母、姉[26]。生き方の見本を示してくれたのが父で、感情の柱を作ってくれたのは母だという[24]。
- 父は会社員だったが、森本が学生の頃に退職して起業した。起業は父の影響もあるとインタビューで明かしている[24]。社交ダンスなど様々な趣味を持っている[27]。森本が独立して事務所を開くに当たり、家族がお祝いとして社名を入れたバルーンを届けている[28]。
- 母は2008年11月に乳がんで亡くなっている[24][29][30]。5月5日生まれ[31]で英語や陶芸に励み、動物や植物への愛情は人一倍強い人であった[32]。母が亡くなったことも後に起業を考える一因となった[30]。
- トイプードルの「モコ」と暮らしている[33]。

### エピソード
- タリーズでアルバイトの経験がある[34]。
- ブログでは度々家族や、故郷の長崎について綴っている[26][35]。
- 学生時代に商社への就職を志望していたこともあり、ビジネスへの興味は強かった。テレビ東京在籍時から起業を考えてきた一方、アナウンサー業も「天職だと思ってやってきた。辞める必要はない」と継続を決めた[14][30]。
- コメンテーターの金子恵美は大学時代からの友人[36][37][38]。同じ学部で、テニスサークルに入っていた共通点がある[36][39]。
- 九州出身で訛りがあったのと、声の出し方や発声に関しては誰にも負けたくなかったため、休日に同僚には内緒でボイスレッスンに通っていた[5]。
- 政治ジャーナリストの田勢康弘が書く記事が好きで、大学生の時に日経新聞を読んでいた。『田勢康弘の週刊ニュース新書』で共演したことがある[40]。
- 母を乳がんで亡くしてから、年に2回乳がん検診を受けるようになった[41]。

## 現在の出演番組
- ワークスイッチング 変化する企業たち（テレビ東京、2022年4月7日[42] - ）- ナレーター
- 日本M＆Aセンター Presents 三宅卓の経営天国 in いばらき（2024年4月3日 - 、LuckyFM茨城放送） - パーソナリティ[43]

## 過去の出演番組

### テレビ

#### フリーアナウンサー時代
- 新・情報7days ニュースキャスター（TBS、2021年8月28日[44]、11月28日[45][46]）- コメンテーター
- 日本はこうなる!?（BSテレビ東京、日曜日10:00 - 10：30、2021年12月5日 - 12月26日　全4回[47]、2022年12月4日 - 12月25日全4回）- 司会
- バラいろダンディ（TOKYO MX、2023年6月1日 - 6月29日、11月1日 - 11月30日）- マンスリーアシスタント[48][49]
- 物流“Ｚ”～御用聞きが未来を拓く（テレビ東京、2023年8月5日）

#### テレビ東京時代
報道・情報番組
| 期間          | 期間          | 番組名                                                     | 役職                           |
| ------------- | ------------- | ---------------------------------------------------------- | ------------------------------ |
| 同局入社直後  | 同局入社直後  | TXNニュース                                                | シフト勤務キャスター           |
| 同局入社直後  | 同局入社直後  | ニュースブレイク                                           | キャスター                     |
| 2004年4月     | 2006年9月     | 朝は楽しく!スマイルサプリメント                            | 火曜日レギュラー司会           |
| 2005年4月     | 2007年3月     | ワールドビジネスサテライト                                 | 木曜日経済リポーター           |
| 2006年7月     | 2007年3月     | 速ホゥ!                                                    | 水曜日サブキャスター           |
| 2007年4月     | 2008年3月     | 朝はビタミン                                               | 火曜日レギュラー司会           |
| 2007年4月     | 2008年9月     | ワールドビジネスサテライト                                 | VTR出演                        |
| 2008年4月     | 2008年9月     | 朝はビタミン                                               | 火～金曜日レギュラー司会       |
| 2008年4月     | 2008年9月     | 週刊ニュース新書                                           | 進行役                         |
| 2008年10月    | 2014年3月     | ワールドビジネスサテライト                                 | サブキャスター                 |
| 2010年11月8日 | 2012年1月23日 | 主治医が見つかる診療所                                     | アシスタント                   |
| 2012年4月     | 2021年3月     | 主治医が見つかる診療所                                     | アシスタント                   |
| 2014年4月     | 2016年11月4日 | NEWSアンサー                                               | メインキャスター               |
| 2016年11月    | 2017年9月     | BSニュース 日経プラス10（BSジャパン→BSテレ東）             | 木・金曜日サブキャスター       |
| 2017年10月    | 2019年3月     | BSニュース 日経プラス10（BSジャパン→BSテレ東）             | 木曜日サブキャスター           |
| 2017年10月    | 2021年3月     | 日経プラス10サタデー ニュースの疑問（BSジャパン→BSテレ東） | サブキャスター                 |
| 2019年4月     | 2020年3月     | BSニュース 日経プラス10（BSジャパン→BSテレ東）             | 水～金曜日サブキャスター       |
| 2020年3月31日 | 2020年4月10日 | BSニュース 日経プラス10（BSジャパン→BSテレ東）             | 火～金曜日サブキャスター       |
| 2020年4月14日 | 2020年5月     | BSニュース 日経プラス10（BSジャパン→BSテレ東）             | 火・木曜日臨時メインキャスター |
| 2020年6月     | 2021年3月     | BSニュース 日経プラス10（BSジャパン→BSテレ東）             | 火～木曜日サブキャスター       |
| 2021年1月     | 2021年3月     | ゆうがたサテライト                                         | 金曜日担当キャスター           |

バラエティ・特別番組・その他
- 月曜エンタぁテイメント
- エンタ姫
- きもちぃ!
- 輝け!オールスター合唱コンクール
- ワンにゃフルライフ アシスタント（金曜11:30 - 12:00に放送。2007年4月6日 - 9月28日）
- ハッピーデザイン（BSジャパン）
- 新説!?みのもんたの日本ミステリー!〜失われた真実に迫る〜
- ミニミニさまぁ～ず - 「本当にあった大竹一樹の恐い話」と「本当にあった三村マサカズの恐い話」にそれぞれ出演
- 池上彰の選挙スペシャル（2010年7月11日）
- 超歴史ロマン完全決着SP（司会、2010年12月19日 - 2011年12月26日、2012年12月17日）
- ジョージ・ポットマンの平成史（2011年10月1日、ナレーション）
- イラっとくる韓国語講座（進行、2011年1月6日 - 2012年12月27日）
- 東急ジルベスターコンサート（2011年 - 2013年、毎年12月31日開催、司会）[50][51]
- 警視庁ゼロ係〜生活安全課なんでも相談室〜（2017年） ‐ 森本智子（本人役）
- ピンチで学ぶビジネス英語（BSジャパン、2016年10月17日 - 、司会進行）[52]

地上デジタル放送推進大使として出演
- 関口宏の東京フレンドパークII（TBS系、2008年7月7日）
- ペット大集合!ポチたま 生放送2時間スペシャル（2009年2月27日）
- めちゃ×2イケてるッ!（フジテレビ系 、2009年11月28日）

### ラジオ

#### フリーアナウンサー時代
- 山崎怜奈の誰かに話したかったこと。（TOKYO FM、2022年12月8日）- ゲスト
- J-WAVE TOKYO MORNING RADIO（J-WAVE、2023年4月13日)- ゲスト
- 木田裕士・唐橋ユミ ジパングの黄金（文化放送、2023年4月24日）- ゲスト

## 雑誌連載
- 日刊ゲンダイ（月1回・2007年～2009年12月まで）